# Mühle (Wuppertal)
Mühle ist eine Ortslage im Stadtbezirk Ronsdorf der bergischen Großstadt Wuppertal in Nordrhein-Westfalen in Deutschland.

## Lage und Beschreibung
Die Ortslage liegt im Wohnquartier Blutfinke im Bereich der gleichnamigen Straße Mühle südlich des Ronsdorfer Ortszentrums oberhalb des Leyerbachs an der Stadtgrenze zu Remscheid. Benachbarte Ortslagen sind neben dem Ortskern Ronsdorfs die Orte und Wohnplätze Grünenbaum, Rädchen, Hütte, Boxberg, Graben, Kottsiepen und die Remscheider Orte Neuland, Wüste und Flügel. Mühle ist heute Teil einer umfangreichen Wohn- und Gewerbebebauung.

## Etymologie und Geschichte
Der Name Mühle deutet auf eine Mühle am Leyerbach hin. Belegt ist dort die Heyers Lohmühle, die aber erst 1779 konzessioniert wurde. Mühle selbst kann aufgrund der Hanglage ohne eigenes Fließgewässer nicht selbst Standort einer Wassermühle gewesen sein.
Die Hofschaft Mühle wurde erstmals 1502 urkundlich erwähnt. 1715 verzeichnete Erich Philipp Ploennies in seinem Werk Topographia Ducatus Montani den Hof als op.d.mühlen (Auf der Mühlen). Auf der Charte des Herzogthums Berg des Carl Friedrich von Wiebeking von 1798 ist der Ort als Muhlen eingezeichnet. Auf der Topographischen Aufnahme der Rheinlande von 1824 und auf der Preußischen Uraufnahme von 1843 ist der Ort mit Beschriftung verzeichnet.
1815/16 besaß der Ort 120 Einwohner. 1832 gehörte Mühle zur Honschaft Hohenhagen der Bürgermeisterei Lüttringhausen. Der laut der Statistik und Topographie des Regierungsbezirks Düsseldorf als Dorfschaft kategorisierte Ort besaß zu dieser Zeit 15 Wohnhäuser und neun landwirtschaftliche Gebäude. Zu dieser Zeit lebten 128 Einwohner im Ort, acht katholischen und 120 evangelischen Glaubens. Im Gemeindelexikon für die Provinz Rheinland von 1888 werden 18 Wohnhäuser mit 269 Einwohnern angegeben.
Am 15. Mai 1900 kam Mühle im Rahmen eines Gebietsaustauschs von der Bürgermeisterei Lüttringhausen zur Bürgermeisterei Ronsdorf. 1905 wurden der CVJM Mühle und der evangelische Posaunenchor Mühle gegründet.